# Плюсове ялицево-смерекове насадження
Плюсове ялицево-смерекове насадження — ботанічна пам'ятка природи місцевого значення. Об'єкт розташований на території Надвінянського району Івано-Франківської області, Бистрицьке лісництво, квартал 17, виділ 7.
Площа — 22,0000 га, статус отриманий у 1993 році.